# 1824年英荷條約
《1824年英荷條約》（英文：Anglo-Dutch Treaty），又稱《倫敦條約》，新加坡有人译为《盎格魯-荷蘭條約》，是在1824年3月17日，英國與荷蘭在倫敦簽訂的條約，主要目的是解決這兩国在東南亞馬來群島的貿易與勢力範圍的糾紛。此條約大致上影響了後來馬來西亞與印尼二國領土的範圍，也決定了新加坡往後的命運。

## 歷史背景

### 兩國在東南亞的糾紛

#### 在马来群岛的关系开始紧张
17世紀初，早在1619年，荷蘭東印度公司就已经在爪哇島的巴達維亞建立殖民地，而後不斷擴張，1641年佔領了葡属馬六甲。而英國當時致力于在印度建立殖民地，並沒注重馬來群島，只在馬來群島進行貿易。
后来因為荷蘭意圖壟斷在馬來群島的貿易，不希望英國插上一腳；而英國則聲稱奉行自由貿易原則，任何勢力都可在馬來群島進行貿易，因此二國關係緊張。期間發生最嚴重的衝突是1623年的安汶島屠殺事件。
隨著具有反英態度的荷兰人扬·彼得生·库恩與Van der Capellan先後成為巴達維亞的總督後，二國在東南亞的關係更是緊張。英國官员中也有反荷態度强烈者，史丹福·萊佛士就是其中一人。

#### 英国势力进入马来群岛及新加坡歸屬的爭議
18世紀，英國開始在馬來群島建立殖民地，佔領了蘇門答臘島上的明古魯省。1761年，英國東印度公司與蘇祿蘇丹國的蘇丹簽約，在婆罗洲島东北的一個島嶼Pulau Balambangan 設立貿易站。1786年3月，英國人萊特在馬來半島西北部的檳榔嶼建立殖民地。
1817年，英国东印度公司委任史丹福·萊佛士為明古连的副总督。由于明古连地理位置不佳，商人們多不願到此進行貿易，史丹福·萊佛士認識到明古連難以發展。1818年末，經史丹福·萊佛士多次建議後，在加爾各答的印度總督哈斯丁，決定授權史丹福·萊佛士在馬來半島的南端尋找一個新的據點。1819年2月6日史丹福·萊佛士在馬來半島南端，一个本屬柔佛王國的島嶼新加坡建立殖民地。
馬六甲以及巴達維亞的荷蘭總督對英國在新加坡建立殖民地一事非常不滿，他们認為新加坡在荷蘭的勢力範圍内。荷蘭與英國交涉，要他們撤出新加坡及辭去史丹福·萊佛士的職位。
當時有很多英國高官不認同史丹福·萊佛士的做法，例如當時檳榔嶼的英國總督John Alexander Bannerman（任期1817年－1819年）就多次要求史丹福·萊佛士從新加坡撤退。
而之前授權史丹福·萊佛士的印度總督哈斯丁也轉而認為史丹福·萊佛士佔領新加坡是自陷困境，亦認為英國應避免與荷蘭開戰。他多次下令給史丹福·萊佛士，要其做出讓步，避免局勢惡化，但命令因各種因素沒有傳達新加坡。另一方面史丹福·萊佛士也努力嘗試與哈斯丁聯絡，欲說服哈斯丁支持對新加坡的佔領，並說明佔領新加坡在法律上站得住腳，萊佛士认为之前荷蘭因忙于應付拿破崙戰爭，在1795年10月將馬來半島上的殖民地馬六甲交給英國人托管時，並未提及新加坡屬于馬六甲，因此新加坡非荷蘭勢力範圍。

#### 英國決定不退出新加坡
隨著新加坡的快速發展，以及更多英國官员認識到新加坡的地理位置重要，其地理條件有潛力發展成為英國在東南亞最重要的貿易港口及海軍基地，加上在倫敦及加爾各答的英国商界領袖也紛紛要求英國政府繼續佔有新加坡，英國政府決定繼續佔領新加坡。同時，英國政府也認為是時候與荷蘭重新劃分在馬來群島的勢力了。
當荷蘭政府獲知哈斯丁決定佔有新加坡的強硬態度後，認為不适宜與英國開戰，也認識到新加坡難以收回，英國勢力進入馬來群島難以避免，促希望以和平手段解決爭紛，要求進行談判，也希望二國合作不讓其他歐洲列強進入馬來群島。

### 兩國在歐洲的關係
經歷了拿破崙戰爭後，英、荷二國都希望双方保持良好關係，这有以下幾個因素。

#### 英國方面
1. 荷蘭戰略地位：英國認識到荷蘭與英國本土很近，該地是一個非常適合向英國發動攻擊之處。須與荷蘭保持良好關係。
2. 宗教派別相同：拿破崙戰爭後，原本的反法同盟各國又因為宗教派別而漸漸分成幾個派別，普魯士、奧地利、俄國與英國的關係不好，因此英國需拉攏同宗教派別的荷蘭。

#### 荷蘭方面
1. 對英國的負債：拿破崙戰爭前，荷兰东印度公司因在亞洲的貿易下滑，以及官員們的貪污，面對財政危機。為解決這危機，荷兰东印度公司向英國舉債。拿破崙戰爭期間，即1795年－1816年間，荷蘭政府為了支付軍費，又大量向英國舉債。1781年，荷蘭欠英國25萬英鎊，1799年達144萬英鎊。而1799年荷兰东印度公司解散後，公司欠英國的債務又攤到荷蘭政府的頭上。因此荷蘭希望與英國關係良好，以協商談判來解決負債問題。

## 簽署條約過程
經過多次的談判後，于1824年5月17日，《英荷條約》在英國首都倫敦簽定。簽署條約的代表，英方是喬治·坎寧和Charles Watkin Williams-Wynn；荷方是Hendrik Fagel和Anton Reinhard Falck。

## 條約內容
條約內容共17条，可分三大部份：劃分勢力範圍、貿易規定、償還債務

### 劃分勢力範圍
1. 荷蘭收回對英國佔領新加坡的抗議，承認英國對新加坡的佔領。
2. 英國收回對荷蘭佔領勿里洞岛的抗議，承認荷蘭對該島的佔領。
3. 荷蘭不可在馬來半島建立殖民地，或與當地統治者簽任何條約。
4. 英國不可在蘇門答臘島建立殖民地，或與當地統治者簽任何條約。
5. 荷蘭答應交出在印度的所有據點和權益，及將馬六甲及其屬地交給英國。
6. 英國答應交出在蘇門答臘島上的全部據點及產業（其中包括在明古連马尔堡的一間工廠），及將明古連交給荷蘭。
7. 英國不可在新加坡海峽以南的島嶼建立據點或與當地統治者簽任何條約，這些島嶼包括廖內群島、林加群島。
8. 所有的領土，產業交換將于1825年3月1日生效。
9. 任何一方退出条约，其主权将由另一方接手，同时任何一方不得将其领土移交给其他势力。
10. 双方同意以马六甲海峡和新加坡海峡为英荷两国势力范围的分界线。

### 貿易規定
1. 雙方的商船可以進入對方屬地，需付雙方商議好的固定費用。
2. 除了摩鹿加群岛的香料貿易外，荷蘭不可壟斷在馬來群島的貿易。
3. 荷兰终止与雪兰莪的錫米協定。
4. 雙方不可阻礙對方與任何地方勢力進行貿易。並合作消滅活躍于馬來群島的海盜。
5. 雙方在印度，錫蘭，馬來群島進行任何貿易有特別優待，並考慮將來降低關稅。

### 償還債務
荷蘭需付10萬英鎊于英國，以清除債務。

## 條約的履行
《英荷條約》簽署後，並非全部得到履行。英國、荷蘭之間的關係也非馬上和緩，在當時英國官員的報告及新加坡發行的報紙中，還是可以看到討厭荷兰人的句子。

### “劃分勢力範圍”方面
這點雙方都有履行。二國以此條約各自發展殖民地。但在1824年－1874年間，英國並不重視在馬來群島建立殖民地，而是把注意力放在與中國的貿易上，並于1841年1月25日佔領香港。當時中國由滿清統治。

### “貿易規定”方面
荷蘭並沒有降低關稅，也只消滅自己勢力範圍內的海盜，並未與英國合作。

## 影響

### 短期影響
1. 有助二國在馬來群島發展：《英荷條約》劃定了二國在馬來群島的勢力範圍，讓二國可在不必觸犯對方的情況下，在各自勢力範圍內佔領殖民地。而後除菲律賓之外的馬來群島基本上被英國及荷蘭分南北而治。
2. 阻止了二國關係進一步惡化：條約的簽訂避免了二國開戰。
3. 妨礙了柔佛王國的統一：當時柔佛王國分裂成二部份，有二蘇丹，Sultan Hussein控制馬來半島的柔佛、彭亨、新加坡島等地，身在Lingga的Sultan Abdul Rahman則控制了廖內群島、林加群島及附近島嶼。《英荷條約》簽訂後，Sultan Hussein在英國勢力範圍內；而Sultan Abdul Rahman則在荷蘭勢力範圍，從此柔佛王國沒有統一，過後還進一步分裂，在彭亨的首相Ali宣佈脫離Sultan Hussein獨立，成為彭亨的第一任蘇丹。
4. 阻止了其他歐美列強介入馬來群島：後來法國在中南半島擴張；美國則從西班牙手中佔領菲律賓；荷兰则将自16世纪起占据帝汶岛的葡萄牙势力挤至该岛东部，上述各国都沒有進入馬來群島英國、荷蘭勢力範圍內。

### 长期影響
1. 對馬來亞、印尼的形成影響巨大：《英荷條約》後，二國在各自勢力範圍內發展殖民地，英國佔領了整個馬來半島及婆羅洲北部，這些地方在1963年加入了馬來西亞。荷蘭的殖民地則成為印尼。
2. 影響了後來馬來西亞與印尼二國的領土範圍：現在馬來亞與蘇門答臘間之分界線大致上是《英荷合約》的分界。
3. 對新加坡命運影響巨大：新加坡發展成為國際重要港口是在成為英國殖民地之後，若落在荷蘭手中新加坡的歷史進程將有異。